# خاگه

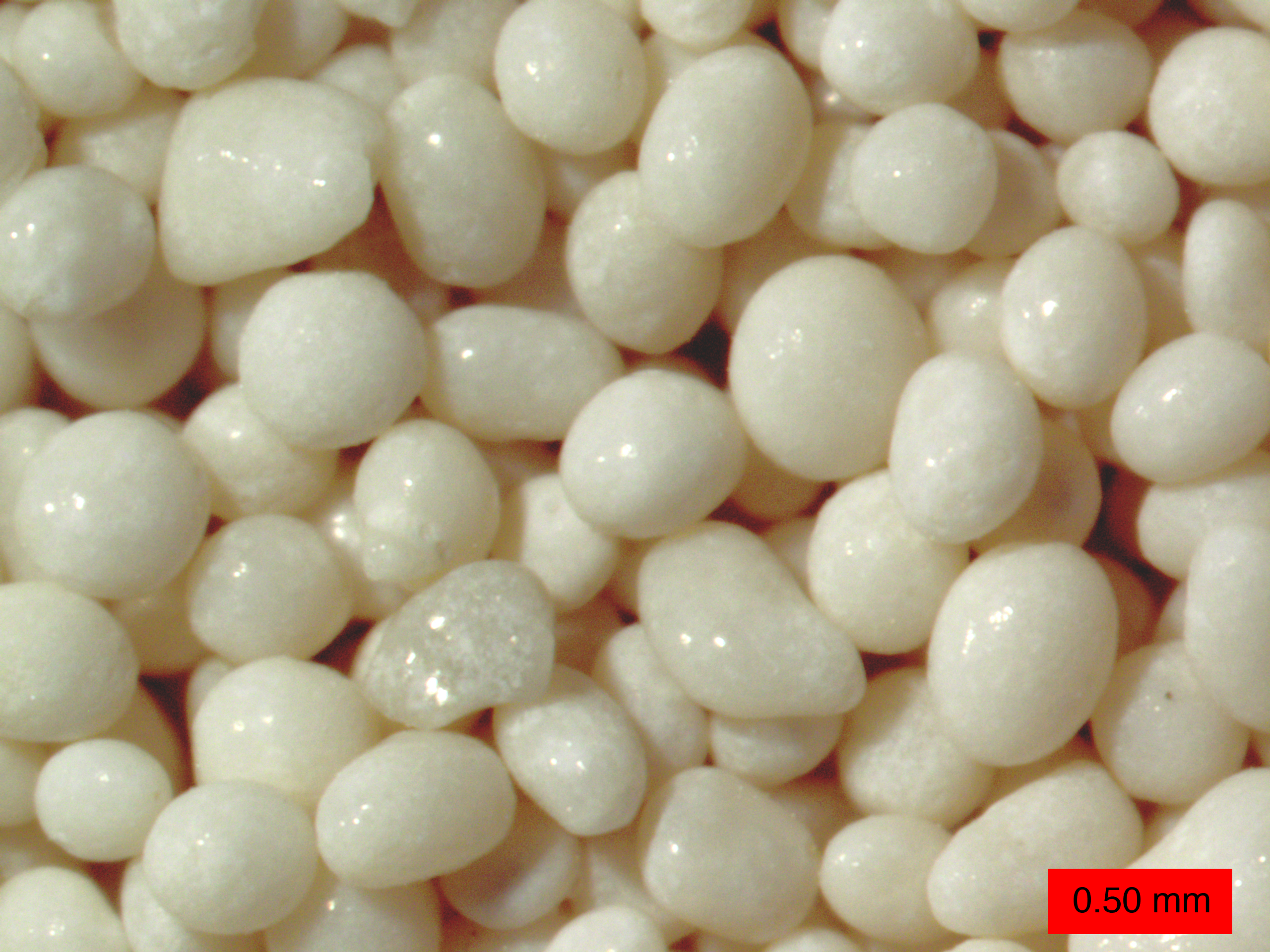
خاگه در سواحل باهاما

خاگه (انگلیسی: Ooid) به ذرات و دانه‌های کوچک، گرد و لایه‌ای سنگ رسوبی گفته می‌شود که اغلب قطر آن‌ها کمتر از ۲٫۵ میلی‌متر است. خاگه معمولاً از کلسیم کربنات تشکیل شده اما گاهی اوقات از آهن یا کانی‌های فسفات نیز ساخته می‌شود. خاگه‌ها معمولاً در بستر دریا و در آب‌های کم‌عمق دریاهای مناطق استوایی (برای نمونه در اطراف باهاما یا خلیج فارس) تشکیل می‌شوند. پس از مدفون‌شدن در زیر رسوبات دیگر، دانه‌های خاگه طی فرایند سیمانی‌شدن به یکدیگر چسبیده و نوعی سنگ رسوبی به نام خاگه‌سنگ را به‌وجود می‌آورند. خاگه‌ها معمولاً از کلسیم کربنات تشکیل می‌شوند که در این حالت به خانواده سنگی سنگ آهک تعلق دارند. نخودسنگ شبیه خاگه است اما قطر آن از ۲ میلی‌متر بزرگ‌تر و اغلب به‌طور قابل‌ملاحظه‌ای بزرگ‌تر است.